# Combat du pont de Quincampoix
Chouannerie
Batailles
Le combat du pont de Quincampoix se déroule le 15 décembre 1795 pendant la Chouannerie.

## Prélude
D'après les mémoires de l'officier royaliste Toussaint du Breil de Pontbriand, l'affrontement se déroule en novembre 1795, peu après le combat de Tremblay,. Cependant, d'après les rapports républicains, le combat a lieu le 24 frimaire de l'an IV, soit le 15 décembre 1795.

## Forces en présence
Selon Pontbriand, l'affrontement oppose une colonne de 500 chouans commandés par Auguste Hay de Bonteville à un détachement de 100 hommes venus de Pontorson,. Cependant, d'après les sources républicaines, le détachement est constitué d'hommes de la garde nationale et de la colonne mobile de Rimou.

## Déroulement
Après avoir été informé que les chouans faisaient une incursion près de Rimou, le détachement républicain se porte en reconnaissance. La rencontre se produit à Montmoron, près de Romazy,,. Inférieurs en nombre, les républicains battent aussitôt en retraite sans combattre et se portent en direction du pont de Quincampoix, afin de traverser le Couesnon,,. Cependant, les patriotes sont vivement poursuivis et le pont est trop étroit pour être traversé rapidement par tous les hommes du détachement,. Certains se jettent alors dans le Couesnon et traversent le fleuve à la nage sous le feu des chouans,,. Une fois de l'autre côté de la rive, les républicains se rassemblent et soutiennent une fusillade d'une heure contre les chouans qui tiennent les hauteurs. Cette action donne cependant l'alarme et le tocsin retentit à Rimou et Romazy,. Les chouans abandonnent alors le combat et se retirent sur Tremblay,,.

## Pertes
Selon les sources républicaines, les pertes sont de quatre hommes, tous morts par noyade, et aucun blessé,. Dans ses mémoires, Toussaint du Breil de Pontbriand affirme pour sa part que six républicains ont été tués, la plupart par noyade également,,.